# سبیله
سبیله (به عربی: سبیلة) یک روستا در سوریه است که در ناحیه مرکزی جسر الشغور واقع شده‌است. سبیله ۱۴۷ نفر جمعیت دارد.